# Триана Родригес, Педро
Педро де Верона Родригес Триана (исп. Pedro de Verona Rodríguez Triana; 29 апреля 1890 — 26 февраля 1960) — мексиканский военный и политик, активный участник Мексиканской революции, генерал.

## Биография

### От бухгалтера к революционеру
Он родился в Сан-Педро-де-лас-Колониас, Коауила, в семье Франсиско Родригеса и Петры Трианы. Он посещал начальную школу в своем родном Сан-Педро, а затем, получив степень в академии Unión y Progreso, стал государственным бухгалтером и получил работу на асьенде. Ужасные условия труда батраков, которым он выдавал зарплату, так потрясли Триану, что он принял решение примкнуть к революционерам.
В 1908 году Триана принял участие в знаменитом нападении революционеров-магонистов (анархистов из «Мексиканской либеральной партии» под началом Рикардо Флореса Магона и его братьев) на Лас-Вакас.

### Генерал Мексиканской революции
В 1910 году он встретил Франсиско Игнасио Мадеро и примкнул к его революционным силам. В 1912 году присоединился к войскам «красных» Паскуаля Ороско. Позже сражался в рядах конституционалистских войск Северного дивизиона Панчо Вильи. В октябре 1914 года участвовал в Конвенте лидеров революции в Агуаскальентесе.
Несмотря на это, в 1915 году был начальником генерального штаба Бенхамина Аргумедо, а после его смерти примкнул к Эмилиано Сапате. Участвовал в многочисленных боях сапатистской Освободительной армии Юга, в одном из которых был серьёзно ранен. Участвовал во взятии Торреона, где получил второе ранение в правую ногу. В 1916 году был главой гарнизона Сан-Мигель-де-Асуа в Сакатекасе.

### Политик после революции
В 1920 году был назначен делегатом в штате Коауила Национальной аграрной партии, провозгласившей себя идейной наследницей убитого в 1919 году Сапаты. В 1922 году в Дуранго участвовал в подавлении мятежа генерала Франсиско Мургуи, поднявшего оружие против правительства Альваро Обрегона. В 1923 году назначен координатором президентской кампании Плутарко Элиаса Кальеса.
В 1928 году потерпел поражение на выборах президента муниципалитета Сан-Педро-де-лас-Колониас, Коауила, для которых основал в Виеске организацию Colonia Unidas de Santiago совместно с видными аграристами Хосе Мария Кортинас, Каштелу Регаладо, Хосе Диас и Бернабе Лопес. Обеспокоенный вопросом земельной реформы, основал организацию Círculo Central Agrarista de San Pedro, поддержанную его товарищем по магонистскому и сапатистскому движению Антонио Диасом Сото-и-Гамой.

### Кандидат в президенты и губернатор
Как председатель Братской социалистической лиги рабочих и крестьян Коауилы был выдвинут кандидатом в президенты от Мексиканской коммунистической партии и Национального рабоче-крестьянского блоком Мекса, которым в то время руководили Урсуло Гальван и Диего Ривера. На президентских выборах 1929 года ему противостояли качестве противников Паскуаль Ортис Рубио и Хосе Васконселос. Триана пользовался популярностью, в том числе в разваленной президентом Кальесом аграристской партии, как заслуженный генерал революции, сподвижник Сапаты и Обрегона; способствовало этому и то, что он был левым, но не членом компартии. Однако на выборах он получил только 1,1 % голосов и последнее (третье) место.
С 1934 по 1936 год был членом Департамента сельского хозяйства и колонизации, участвовал в распределении среди местных крестьян сельскохозяйственных угодий в Ла-Лагуне, Юкатане и Мичоакане. В 1938—1942 годах был губернатором штата Коауила.